# Agim Çeku
Agim Çeku [Čeku], kosovski general in politik, * 29. oktober 1960, Ćuška, Peć, Srbija.

## Življenjepis
Ob začetku hrvaške osamosvojitvene vojne je dezertiral iz JLA in vstopil v hrvaški Zbor narodne garde. Med vojno je bil eden od načrtovalcev operacije Nevihta.
Leta 1998 je po smrti Ahmeta Krasnićija postal poveljnik OVK, kar je ostal do konca njenega obstoja. Po razpustu OVK je postal poveljnik Kosovskega zaščitnega korpusa, kar je ostal do leta 2006.
2. marca 2006 mu je takratni predsednik Kosova, Fatmir Sejdiu, podelil mandat za sestavo nove kosovske vlade . Skupščina Kosova ga je potrdila 10. marca istega leta .